# 枪头岭冶银遗址
枪头岭冶银遗址位于山西省灵丘县柳科乡枪头岭村东，2011年10月24日公布为第三批大同市文物保护单位，2016年6月6日列入第五批山西省文物保护单位。遗址是第三次全国文物普查期间三晋文化研究会灵丘分会发现的。遗址现存古矿洞、冶炼遗址等物。枪头岭村南、西南还各发现了一块记述开采冶炼银矿的石碑。灵丘县明清时冶金工业兴盛，枪头岭冶银遗址是证据之一。